# 柿森英明
柿森 英明（かきもり ひであき、1957年7月22日生 - ）は日本の実業家。リックス（株）の代表取締役副社長を務めた。

## 来歴
長崎県五島市奈留町出身。1980年3月岐阜経済大学経済学部卒業。８０年4月に山田興産（株）に入社し主に中部地方の営業畑を歩む。
２００６年営業本部副本部長兼東部営業部統括部長兼ＡＭプロリーダー。
０８年取締役に昇格し、同営業本部長兼海外営業統括部長などを経て１４年常務に昇格。
同営業本部長などを経て１７年から同企画本部長兼事業開発本部長管理本部管掌を務めていた。専務昇格後の委嘱業務は企画本部長。
2019年に取締役副社長兼企画本部長。2020年に代表取締役副社長兼企画本部長兼建設工事部長(現任)

## 経歴[2]
・1980年4月　　山田興産株式会社入社。
・2006年1月　　営業本部副本部長兼東部営業部統括部長兼AMプロリーダー
・2008年6月　　取締役営業本部副本部長兼東部営業部統括部長兼AMプロリーダー
・2010年4月　　取締役営業本部副本部長兼営業統括部長兼中部営業部長
・2010年4月　　リックステクノサービス㈱(現リックステクノ㈱)代表取締役社長
・2012年4月　　取締役営業本部副本部長兼営業統括部長
・2012年6月　　取締役営業本部長兼海外営業統括部長
・2014年7月　　常務取締役営業本部長兼海外営業統括部長　
・2014年10月　 常務取締役営業本部長兼自動車事業部長兼海外営業統括部長
・2015年4月　　常務取締役営業本部長兼自動車事業部長兼海外事業本部長
・2015年5月　　常務取締役営業本部長兼自動車事業部長
・2015年12月　 常務取締役営業本部長
・2016年10月　 常務取締役企画本部長兼事業開発本部長兼ナノ微粒装置事業部長 管理本部管掌
・2017年4月　　常務取締役企画本部長兼事業開発本部長 管理本部管掌
・2018年6月　　専務取締役企画本部長
・2019年6月　　取締役副社長兼企画本部長
・2020年4月　　代表取締役副社長兼企画本部長兼建設工事部長(現任)

## 趣味
将棋が得意（日本将棋連盟公認2段）